# Pfarrhaus (Wieseth)

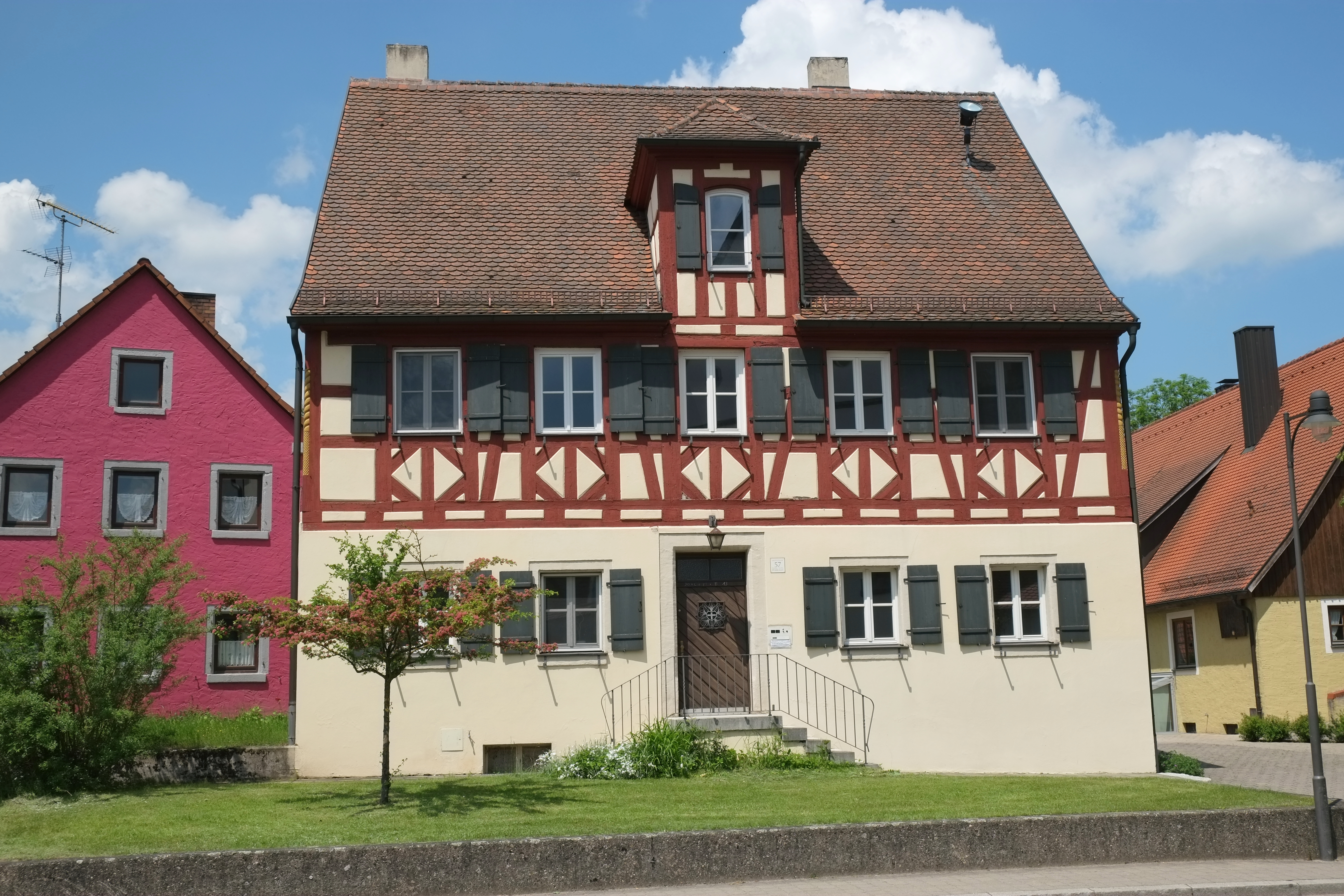
Pfarrhaus in Wieseth

Das evangelisch-lutherische Pfarrhaus in Wieseth, einer Gemeinde im mittelfränkischen Landkreis Ansbach in Bayern, wurde 1797 errichtet. Das Pfarrhaus an der Hauptstraße 57, in der Nähe der Pfarrkirche St. Wenzeslaus, ist ein geschütztes Baudenkmal.
Der teilweise verputzte Satteldachbau mit Fachwerkobergeschoss und mittigem Zwerchhaus wurde mehrmals umgebaut.